# Bjarni Ólafur Eiríksson

Bjarni Ólafur Eiríksson (né le 28 mars 1982) est un footballeur islandais. Il évolue au poste de défenseur au sein de l'équipe islandaise de Valur Reykjavík. Il est aussi international islandais.

## Carrière

### En club
Bjarni Ólafur Eiríksson commence sa carrière dans le club de Valur Reykjavík avant d'être transféré lors en janvier 2006 au club danois de Silkeborg IF où il passe une saison et demie. Il retourne en juin 2007 au Valur Reykjavík, où il remporte à l'issue de la saison le titre de champion d'Islande.

### En sélection
Il commence une carrière internationale en août 2005 à l'occasion d'un match contre l'Afrique du Sud, remporté sur le score de 4-1. Il est rappelé en octobre 2005 par le sélectionneur afin d'honorer une seconde sélection contre la Pologne.
Par la suite, il n'est plus convoqué et doit attendre jusqu'en février 2008 afin d'être appelé plus régulièrement.

## Palmarès
Valur Reykjavík
- Champion d'Islande (2) : 2007 et 2017
- Vainqueur de la Coupe d'Islande (1) : 2005
- Vainqueur de la Coupe de la Ligue islandaise (1) : 2008
- Vainqueur de la Supercoupe d'Islande (1) : 2008